# Strong Heart
「Strong Heart」（ストロング・ハート）は、日本の歌手・倉木麻衣の楽曲。『Strong Heart 〜from Mai Kuraki Premium Live One for all, All for one〜』という作品名で、自身初のDVDシングルとして2011年11月23日にNORTHERN MUSICから発売された。

## 概要
2カ月連続リリースの第2弾シングルであり、倉木麻衣自身初のDVDシングル。当初はCDシングルとしてのリリースが告知されていたが、チャリティーライブにおける倉木麻衣の熱い思いとオーディエンスとが生み出した熱気あるライブは楽曲の持つ世界観をより強く伝えているという理由から、ライブ映像をメインとしたDVDシングルとしての発売に変更された。2011年10月22日に日本武道館で開催された東日本大震災復興支援チャリティーライブ「Mai Kuraki Premium Live One for all, All for one」から、「Strong Heart」と「always」のライブ映像が収録されている。
一般には初回限定盤と通常盤の2形態での発売、さらにファンクラブ会員とMusing会員限定で発売されるMusing&FC盤も含め、実質的に3形態での発売となる。各ジャケットもそれぞれ異なっている。初回限定盤は「DVD+2CD」、通常盤とMusing&FC盤は「DVD+CD」での発売。初回限定盤には「どうして好きなんだろう ～winter ver.～」を収録したCD(Bonus Disc 2)が付属するほか、特典としてオリジナルヴィジュアルステッカー、オリジナルヴィジュアル携帯待受画像ダウンロード用QRコードが封入される。Musing&FC盤には、オリジナル携帯待受画像ダウンロード用URL・QRコードと、「Your Best Friend」のライブ映像視聴用URL・QRコードが封入される。シングル盤の売上金の一部は、東日本大震災復興支援金として寄付された。
Bonus Disc 1には、当初CDシングルの形でリリースする予定であった内容が収録されている。
楽曲は関西テレビ・フジテレビ系火曜よる10時ドラマ『HUNTER〜その女たち、賞金稼ぎ〜』主題歌として使用された。楽曲に関して、倉木は「自分を信じて歩む芯の強さと、繊細な女性の気持ちを表現できたらと思い制作しました」と語っている。

## シングル収録トラック

### DVD
1. Strong Heart
2. always

### CD

#### Bonus Disc 1
1. Strong Heart [4:20]
作詞：倉木麻衣、GIORGIO 13 / 作曲・編曲：GIORGIO CANCEMI
2. キミノコエ [5:17]
作詞：倉木麻衣、GIORGIO 13 / 作曲・編曲：GIORGIO CANCEMI
3. Strong Heart -Instrumental- [4:18]

#### Bonus Disc 2
1. どうして好きなんだろう 〜winter ver.〜 [5:58]
作詞：GIORGIO 13 / 作曲・編曲：GIORGIO CANCEMI / 歌：NERDHEAD feat. Mai.K

## 収録アルバム
- OVER THE RAINBOW
- MAI KURAKI BEST 151A -LOVE & HOPE-